# Hurbanovo
Hurbanovo (in ungherese Ógyalla, in tedesco Altdala) è una città della Slovacchia facente parte del distretto di Komárno, nella regione di Nitra.